# Sauteyrargues
Sauteyrargues – miejscowość i gmina we Francji, w regionie Oksytania, w departamencie Hérault.
Według danych na rok 1990 gminę zamieszkiwało 187 osób, a gęstość zaludnienia wynosiła 15 osób/km² (wśród 1545 gmin Langwedocji-Roussillon Sauteyrargues plasuje się na 721. miejscu pod względem liczby ludności, natomiast pod względem powierzchni na miejscu 632.).